# Bram van Hemmen
Abraham Pieter Johannes (Bram) van Hemmen (Rotterdam, 6 maart 1973) is een Nederlands socioloog, politicus en bestuurder. Hij is lid van het CDA.

## Loopbaan
Van Hemmen heeft tot 2004 sociologie gestudeerd aan de Erasmus Universiteit Rotterdam met een specialisatie in arbeids- en organisatiesociologie en was tien jaar werkzaam in de automatisering. In 2006 werd hij dagelijks bestuurder van de Rotterdamse deelgemeente IJsselmonde na hier al vanaf 2004 in de deelgemeenteraad te hebben gezeten. In mei 2012 was hij medeoprichter van Stichting Reis van de Razzia. Aanleiding hiervoor was de herdenking van de Rotterdamse Razzia. De overlevenden worden oud en hun verhalen verdwijnen met hen. Documentairemaker Erik J. de Jager, initiatiefnemer van het project Reis van de Razzia en van de gelijknamige stichting, heeft uiteindelijk 76 verhalen vastgelegd op video en ondergebracht bij Getuigenverhalen.
Op 27 november 2012 werd hij burgemeester van Sliedrecht. In zijn tijd als burgemeester van Sliedrecht heeft hij zich sterk gemaakt voor begrijpelijke communicatie naar inwoners. Van mei 2015 tot en met november 2021 was hij regionaal portefeuillehouder 'personen met verward gedrag' van de Veiligheidsalliantie regio Rotterdam (VAR). De VAR schakelde in 2015 onder leiding van burgemeester Van Hemmen het onderzoeksbureau Beke in, om een zogenaamde ‘quick scan’ uit te voeren naar de oorzaken van de waargenomen stijging van het aantal registraties van verwarde personen. De uitkomsten daarvan droegen bij aan de regiobreed gevoerde discussie over de wenselijke oplossingen. Hieruit en versneld door de landelijke ontwikkelingen volgde de gezamenlijke ambitie om te komen tot een sluitende aanpak om personen met verward gedag eerder en beter in een zorgtraject te krijgen.  
Vanaf 31 maart 2020 was hij burgemeester van de gemeente Hoeksche Waard. Op 10 maart 2022 maakte Van Hemmen bekend per direct op te stappen als burgemeester van de gemeente Hoeksche Waard. In een persverklaring verklaarde hij: "Ik heb geconstateerd dat er intern andere verwachtingen van een burgemeester zijn, dan de wijze waarop ik mijn rol wil invullen. Ik neem dit besluit met pijn in het hart. Hoeksche Waard is een prachtige gemeente waar mijn gezin en ik ons thuis voelen. Het is bovendien een gemeente waar bewoners en bedrijfsleven op een fijne en creatieve manier samenleven en werken en waarvan ik twee jaar lang in crisistijd de trotse burgemeester mocht zijn.’’ Met ingang van 11 maart van dat jaar werd Charlie Aptroot benoemd tot waarnemend burgemeester van Hoeksche Waard.
Op 30 maart 2022 werd Van Hemmen voor 10 uur benoemd als waarnemend burgemeester van Hillegom, omdat de zittende burgemeester Arie van Erk verhinderd was tijdens de installatie van de nieuwe gemeenteraad. Als formateur vormde Van Hemmen na de gemeenteraadsverkiezingen van 2022 in Leusden een coalitie van Lokaal Belangrijk, CDA en VVD. Met ingang van 1 juli 2022 werd hij benoemd tot waarnemend burgemeester van Midden-Delfland. Onder zijn leiding werd een onderzoek gestart naar de mogelijkheid om tijdelijk extra vluchtelingen op te vangen voor een periode van vijf jaar, en tegelijkertijd 25 tot 50 tijdelijke woningen te creëren voor starters en spoedzoekers. Op 18 december 2023 werd Fenna Noordermeer burgemeester van Midden-Delfland.
Van Hemmen is getrouwd, heeft vijf kinderen en is protestants.